# Bennedict Mathurin
Bennedict Richard Felder Mathurin (Montreal, 19 de junho de 2002) é um jogador canadense de basquete profissional que atualmente joga no Indiana Pacers da National Basketball Association (NBA).
Ele jogou basquete universitário pela Universidade do Arizona e foi selecionado pelos Pacers como a sexta escolha geral no draft da NBA de 2022.

## Início de vida e carreira
Mathurin é natural de Montreal e cresceu jogando hóquei no gelo e futebol americano como quarterback. Ele competiu pelo time de basquete da província de Quebec. Em 2018, Mathurin ingressou na NBA Academy Latin America na Cidade do México, tornando-se o primeiro jogador nascido no Canadá. Ele se comprometeu a jogar basquete universitário na Universidade do Arizona.

## Carreira universitária
Em 2 de janeiro de 2021, Mathurin registrou 24 pontos e 11 rebotes na vitória por 86-82 sobre Washington State. Em 14 de janeiro, ele registrou 31 pontos e oito rebotes na vitória por 98-64 sobre Oregon State. Como calouro, Mathurin teve médias de 10,8 pontos, 4,8 rebotes e 1,2 assistências.
Apesar de ganhar interesse como prospecto de draft, ele decidiu retornar para sua segunda temporada. Em 11 de dezembro de 2021, Mathurin marcou 30 pontos na vitória por 83-79 contra Illinois. Ele foi nomeado o Jogador do Ano da Pac-12.
Em 14 de abril de 2022, Mathurin se declarou para o draft da NBA de 2022, renunciando à elegibilidade universitária restante.

## Carreira profissional

### Indiana Pacers (2022–Presente)

#### Primeira-Equipe de Novatos (2022–23)
Mathurin foi selecionado pelo Indiana Pacers como a sexta escolha geral no draft da NBA de 2022. Ele se juntou à sétima escolha geral, Shaedon Sharpe, como os únicos canadenses selecionados na primeira rodada. Mathurin foi a melhor escolha dos Pacers desde a seleção de Rik Smits em segundo lugar geral no draft da NBA de 1988. Em 25 de junho de 2022, durante uma entrevista pós-draft, Mathurin falou sobre LeBron James, afirmando: “Quero ver o quão bom ele é. Acho que ninguém é melhor do que eu. Ele vai ter que me mostrar que é melhor do que eu.”
Em 3 de julho de 2022, Mathurin assinou um contrato de 4 anos e US$29.9 milhões com os Pacers.
Em 19 de outubro, Mathurin fez sua estreia na temporada regular, registrando 19 pontos em uma derrota por 114-107 para o Washington Wizards. Ele seguiu essa performance marcando 26 pontos contra o San Antonio Spurs em 21 de outubro e 27 pontos contra o Detroit Pistons em 22 de outubro. Seus 72 pontos nos três primeiros jogos da temporada foram as maiores marcas por um novato desde que Jerry Stackhouse marcou 76 na temporada de 1995–96. Em 26 de outubro, ele se tornou o primeiro jogador dos Pacers a marcar mais de 100 pontos em seus primeiros cinco jogos da carreira. Em 29 de outubro, Mathurin estabeleceu um recorde pessoal com 32 pontos em uma vitória por 125-116 sobre o Brooklyn Nets. Em 9 de novembro, ele registrou 30 pontos em uma derrota para o Denver Nuggets. Em 1º de dezembro, Mathurin foi nomeado Calouro do Mês da Conferência Leste com médias de 19,2 pontos e 4 rebotes com 40,3% de aproveitamento nos arremessos de três pontos.
Em 13 de fevereiro, após marcar 21 pontos contra o Utah Jazz, Mathurin se tornou o novato dos Pacers mais rápido desde Chuck Person na temporada de 1986–87 a alcançar 1.000 pontos na carreira. Com os Pacers saindo da disputa pelos playoffs, Mathurin se tornou titular nos últimos 10 jogos de sua temporada de estreia. Em 28 de março, como titular contra o Milwaukee Bucks, Mathurin registrou 29 pontos e um recorde pessoal de 9 rebotes, enquanto ultrapassava o companheiro de equipe Chris Duarte com mais arremessos de três pontos feitos por um novato na história dos Pacers. No final da temporada de 2022-23, ele terminou em quarto lugar na votação do Prêmio de Novato do Ano da NBA de 2023 e foi selecionado para a Primeira-Equipe de Novatos da NBA.

#### Lesão (2023–24)
Em 8 de novembro de 2023, Mathurin registrou 22 pontos, 9 rebotes, 4 assistências, 2 roubos de bola, além de converter 4 arremessos de três pontos em uma vitória contra o Utah Jazz. Em 9 de novembro, ele marcou 26 pontos, 11 rebotes, um roubo de bola e um bloqueio em uma vitória contra o Milwaukee Bucks.
Em 9 de março, Mathurin foi diagnosticado com um lábio rompido no ombro direito, uma lesão que exigia cirurgia. Ele perdeu o restante da temporada de 2023–24.

## Carreira da seleção
Mathurin jogou pelo Canadá na Copa do Mundo Sub-19 de 2021 na Letónia, depois de ser cortado da equipe olímpica. Ele marcou 31 pontos para levar o Canadá a uma vitória por 101-92 sobre a Sérvia e ganhar a medalha de bronze. Ele teve médias de 16,1 pontos e quatro rebotes no torneio.

## Estatísticas da carreira

### NBA

#### Temporada regular
| Ano      | Equipe   | PJ  | PT | MPJ  | AP   | 3P   | LL   | RT  | AS  | BR | TO | PPJ  |
| -------- | -------- | --- | -- | ---- | ---- | ---- | ---- | --- | --- | -- | -- | ---- |
| 2022–23  | Indiana  | 78  | 17 | 28.5 | .434 | .323 | .828 | 4.1 | 1.5 | .6 | .2 | 16.7 |
| 2023–24  | Indiana  | 59  | 19 | 26.1 | .446 | .374 | .821 | 4.0 | 2.0 | .6 | .2 | 14.5 |
| Carreira | Carreira | 137 | 36 | 27.3 | .440 | .348 | .824 | 4.0 | 1.7 | .6 | .2 | 15.6 |

### Universitário
| Ano      | Equipe   | PJ | PT | MPJ  | AP   | 3P   | LL   | RT  | AS  | BR  | TO | PPJ  |
| -------- | -------- | -- | -- | ---- | ---- | ---- | ---- | --- | --- | --- | -- | ---- |
| 2020–21  | Arizona  | 26 | 12 | 25.0 | .471 | .418 | .846 | 4.8 | 1.2 | .7  | .1 | 10.8 |
| 2021–22  | Arizona  | 37 | 37 | 32.5 | .450 | .369 | .764 | 5.6 | 2.5 | 1.0 | .3 | 17.7 |
| Carreira | Carreira | 63 | 49 | 28.7 | .460 | .393 | .804 | 5.1 | 1.8 | .8  | .2 | 14.2 |

## Prêmios e Homenagens
NBA
- NBA All-Rookie Team:
  - Primeiro Time: 2023

## Vida pessoal
Mathurin é descendente de haitianos. Sua irmã mais velha, Jennifer, jogou basquete universitário pela NC State. Quando Mathurin tinha 12 anos, seu irmão de 15 anos morreu em um acidente de bicicleta. Ele fala inglês, francês, espanhol e créole.